# Puig de les Guilles
El Puig de les Guilles és una muntanya de 205 metres que es troba al municipi de Rabós, a la comarca catalana de l'Alt Empordà.